# Stefan Hoffmann (Fußballspieler)
Stefan Hoffmann (* 11. Januar 1984 in Dammam, Saudi-Arabien) ist ein deutscher Fußballspieler.

## Karriere
Hoffmann startete seine Karriere in der Regionalliga Nord bei Borussia Dortmund II. 2004 wechselte er zu Rot-Weiss Essen, wo er drei Spiele in der 2. Bundesliga absolvierte. Anschließend wechselte er in die Regionalliga West zu Borussia Mönchengladbach II. 2007 wechselte er in die 2. griechische Liga zu Egaleo AO Athen. Seine darauffolgenden Stationen war der SC Fortuna Köln, Hammer SpVg, KFC Uerdingen und der VfB Hüls. Seit 2013 spielt er beim Kreisligisten FC Frohlinde.

## Erfolge
Sein größter Erfolg war der Aufstieg von der Fußball-Oberliga Nordrhein in die Regionalliga West mit Borussia Mönchengladbach II.